# Leptinogaster major
Leptinogaster major är en kräftdjursart som först beskrevs av L. W. Williams 1907.  Leptinogaster major ingår i släktet Leptinogaster och familjen Clausidiidae. Inga underarter finns listade i Catalogue of Life.